# Саирме

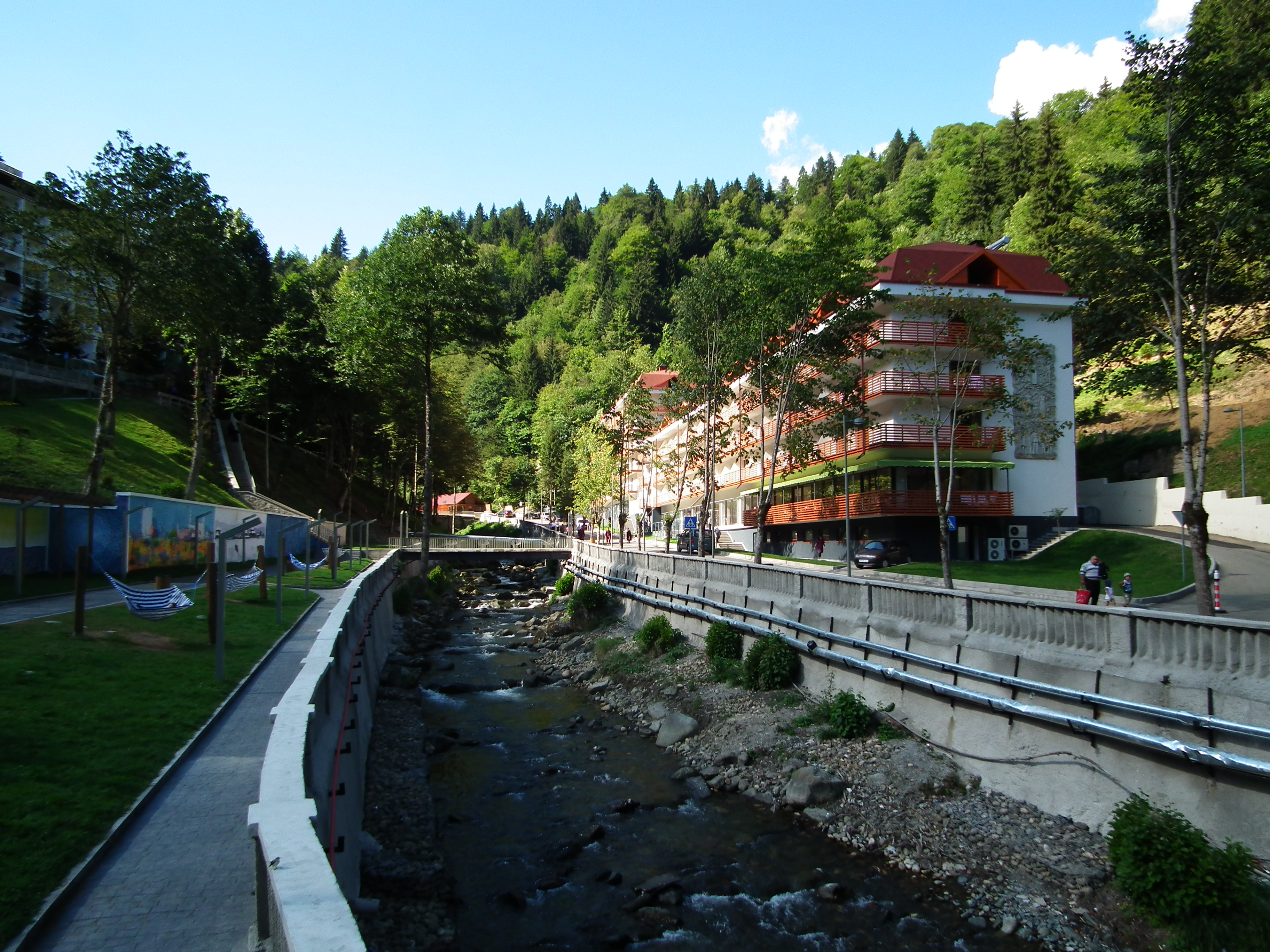
Виды курорта Саирме

Саирме́ — оздоровительный курорт в Грузии.
Как лечебница Саирме известен ещё к конца XIX-го века, а как лечебный курорт начал функционировать в начале 1930-х. Были построены курортные сооружения, изучен состав минеральных вод и их лечебные свойства, обустроены пункты медицинского обслуживания.
Слово «Саирме» дословно переводится как «место, где водятся олени». Согласно легенде, зимой из лесов, окружающих это место, к минеральным источникам спускались олени и дикие козы.

## Расположение
Оздоровительный курорт Саирме расположен южнее города Кутаиси, в Багдатском районе Имеретии, на высоте 950 м над уровнем моря. Курорт Саирме располагается среди хвойных и лиственных лесов; отличается экологически чистой окружающей средой, горным климатом, и лечебными, минеральными и термальными водами.

## Лечебные воды
Минеральные воды Саирме выходят на поверхность уже насыщенные природной углекислотой. Их уникальный химический состав (повышенное содержание кальция, натрия, железа, магния), незначительная минерализация, присутствие биологически активных элементов даёт возможность  применения при лечении заболеваний печени, желудочно-кишечного тракта (гастрит, язва), почек, желчного пузыря, воспаления почек и цистита. 
Отмечается, что "существует два вида лечебной воды Саирме. Вода первой группы из скважинных источников № 1 и № 3 по своему химическому составу принадлежит к минеральным водам углекисло-гидрокарбонатно-натриево-кальциевого типа, а вода второй группы из источников № 4 и № 5 — к углекисло-гидрокарбонатно-натриевому типу".

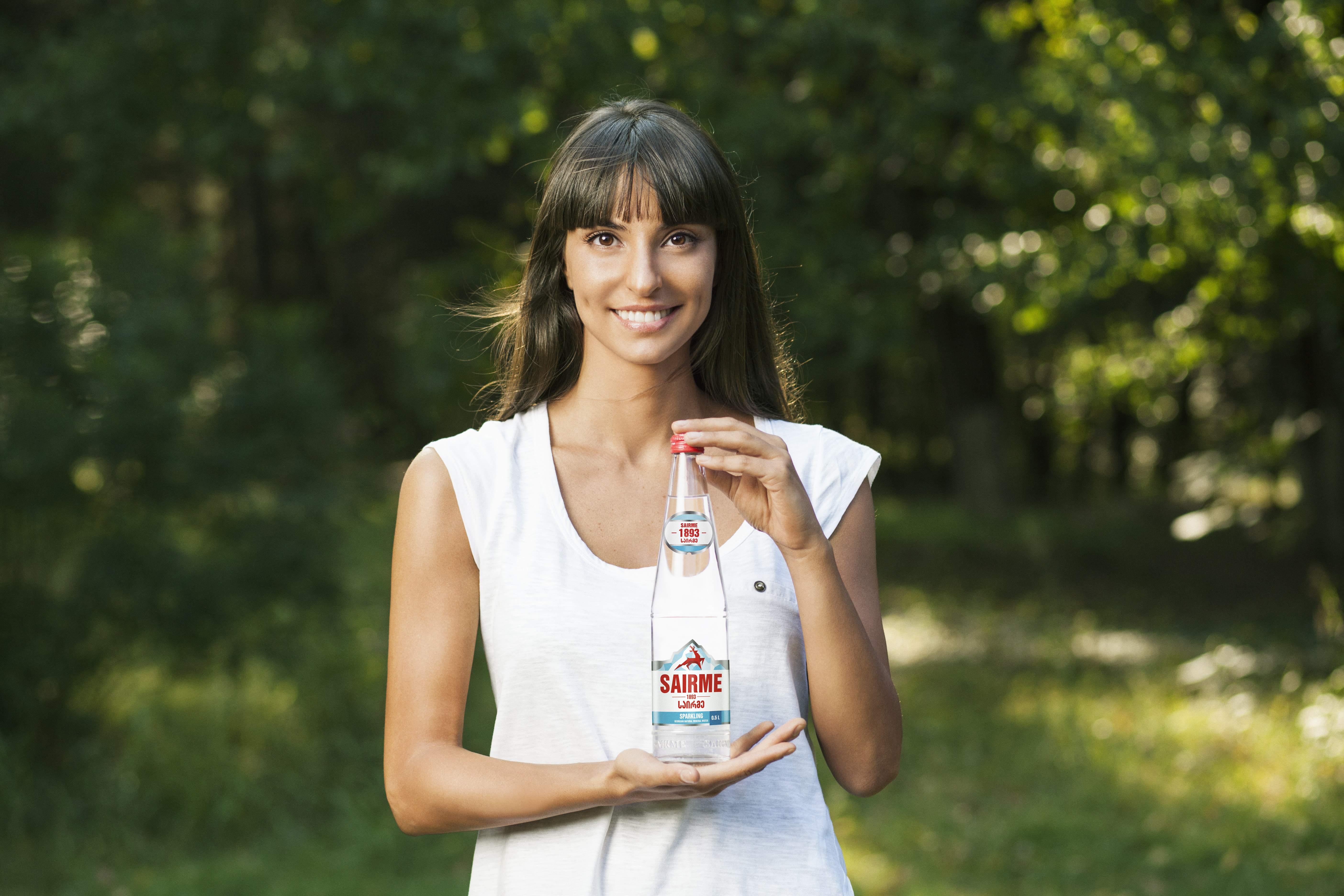
Газированная минеральная Саирме, 0,5л, стекло

После снятия эмбарго на поставку продуктов из Грузии, на российском рынке появилась и вода из Саирме: газированная минеральная и негазированная родниковая. Для промышленного розлива используется источник № 3, так что теперь не обязательно ехать в Грузию, столово-лечебная вода может использоваться для лечения и профилактики ряда заболеваний и в домашних условиях.

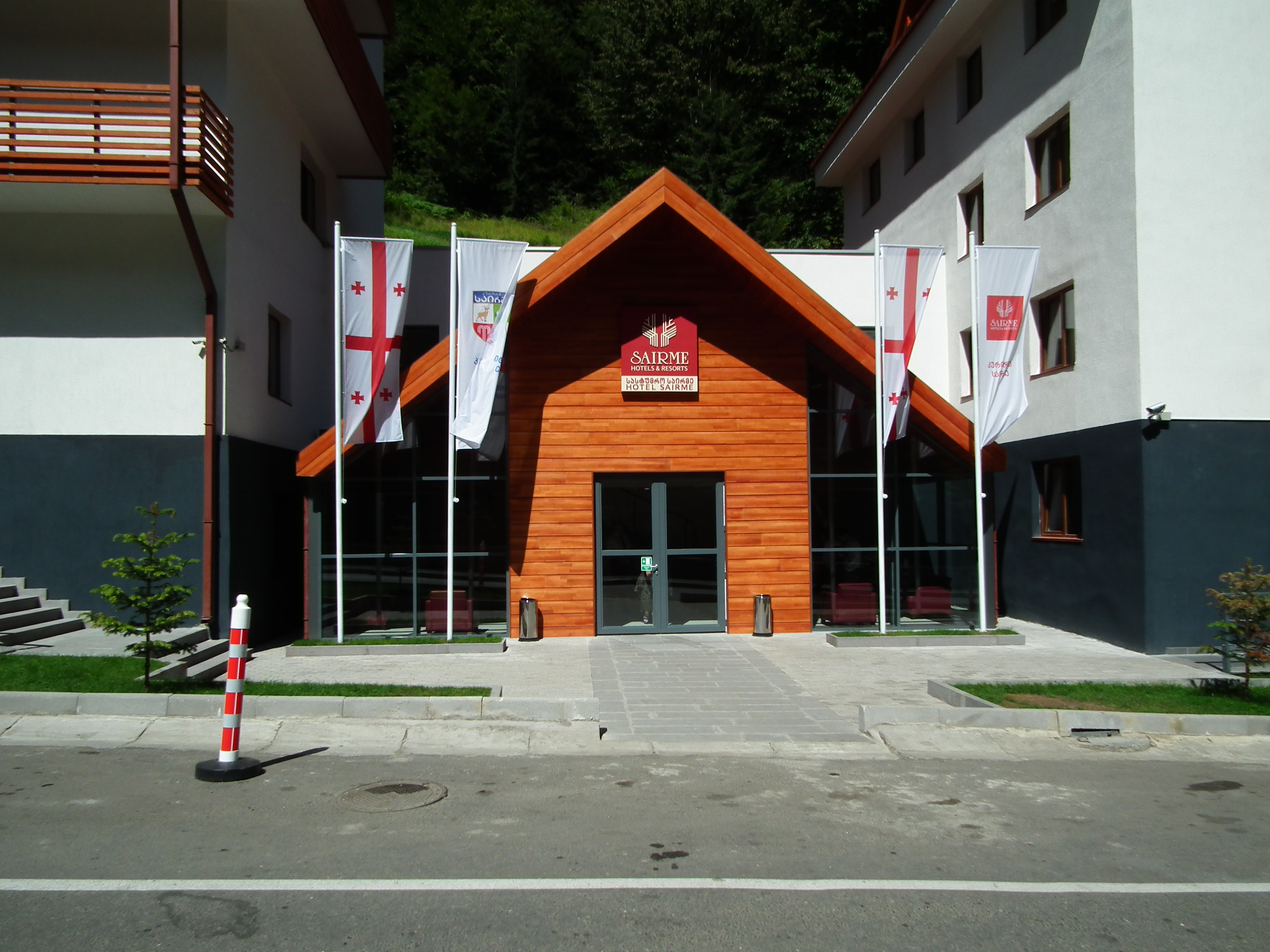
Sairme Hotel&Resorts

## Инфраструктура
Несмотря на то, что Саирме уже несколько десятилетий признан важной курортной зоной, лишь относительно недавно удалось достичь достойного развития инфраструктуры. Уже обустроена гостиница, вмещающая 390 отдыхающих. К слову, эта цифра составляет половину всего туристического потенциала Саирме. На курорте действует SPA-центр, который предлагает оздоровительные процедуры любого типа.